# Tiresias

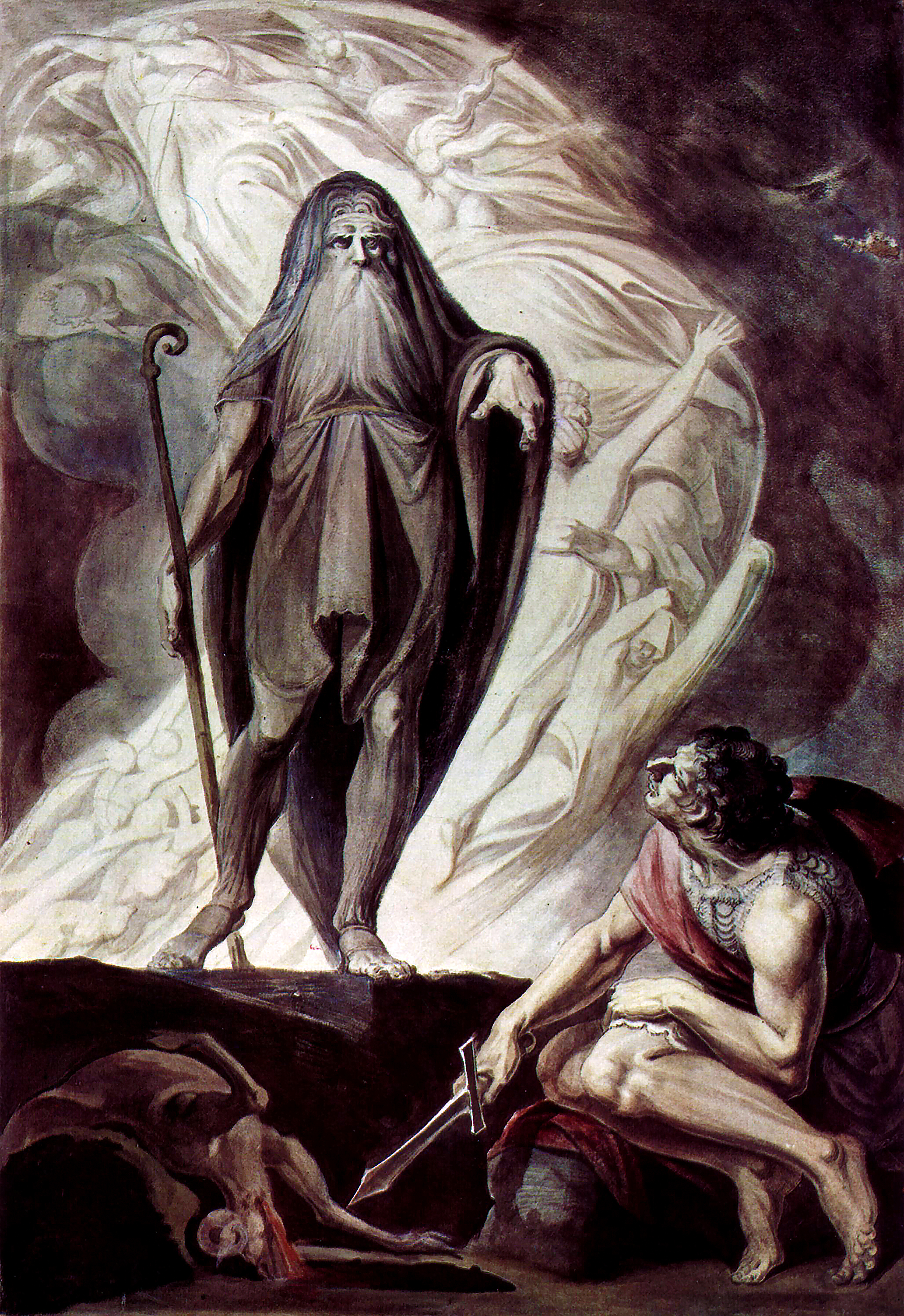
Tiresias aparece ante Odiseo durante el sacrificio, Heinrich Füssli, 1780-85, Graphische Sammlung der Albertina (Viena).

En la mitología griega, Tiresias (en griego, Τειρεσίας / Teiresías) fue un adivino ciego de la ciudad de Tebas; fue uno de los dos adivinos más célebres: el otro fue Calcas. Se lo considera hijo del pastor Everes y de la ninfa Cariclo, y descendiente del esparto Udeo. A Tiresias se le asocian varias hijas, también reputadas mánticas: Manto y Dafne, si es que ambas no se tratan del mismo personaje. Históride, otra hija de Tiresias, engañó a las brujas enviadas por Hera para evitar el alumbramiento de Alcmena.
Tiresias es un adivino que aparece en todos los fragmentos mitológicos relacionados con Tebas, desde la época de Cadmo hasta la expedición de los Epígonos: fue Tiresias quien aconsejó que se entregara el trono de la ciudad al vencedor de la Esfinge y, más tarde, sus revelaciones conducirán a Edipo a descubrir el misterio que rodeaba su nacimiento y sus involuntarios crímenes. También aparece este adivino en el Canto XI de la Odisea: el héroe Odiseo, con el fin de averiguar las circunstancias en que se desarrollara su regreso a Ítaca, viaja al Hades para consultar al espíritu de Tiresias.
Tiresias era ciego desde joven. Según las versiones, su ceguera fue causada por la diosa Atenea (que lo castigó por haberla sorprendido mientras se bañaba) o por la diosa Hera (tras mediar en una disputa sobre el placer que tenía con Zeus), aunque en ambos casos le fue concedido en compensación el don de ver el futuro. En la última versión, narrada por el autor latino Ovidio en su obra Las metamorfosis, Tiresias sorprendió a dos serpientes apareándose, las separó matando con su bastón a la hembra y, a raíz de esto, se convirtió en mujer. Siete años más tarde, Tiresias volvió a ver a las mismas serpientes en las mismas circunstancias, volvió a golpearlas con su bastón para separarlas matando a la serpiente macho, y al hacerlo se convirtió nuevamente en varón. Esta experiencia única hizo que Zeus y Hera recurrieran a él como árbitro en una discusión sobre quién experimentaba más placer sexual, si los hombres o las mujeres. Cuando Tiresias afirmó que el hombre experimenta una décima parte del placer que la mujer, Hera, indignada por haber revelado su secreto, lo castigó dejándolo ciego. Zeus, sin embargo, le otorgó el don de la profecía y una larga vida.
El significado esencial de la figura de Tiresias reside en su papel de mediador: por sus dotes proféticas, media entre los dioses y los hombres; por su condición andrógina, lo hace entre hombres y mujeres; y por la excepcional duración de su vida, entre los vivos y los muertos.
El personaje reaparece en la literatura europea en su doble carácter de profeta y de andrógino desde el Edipo rey de Sófocles (425 a. C.) hasta nuestros días.

## Orígenes del don de la profecía
Luc Brisson ha recogido dieciocho alusiones a Tiresias en textos clásicos, y las ha ordenado en tres grupos: el primer grupo, de dos episodios, cuenta el cambio de sexo de Tiresias y su encuentro con Zeus y Hera; el segundo grupo cuenta la ceguera que le causó Atenea; el tercer grupo, casi totalmente perdido, parece haber contado las desgracias de Tiresias.
Tiresias era un sacerdote de Zeus, y hay varias versiones sobre las causas de su ceguera, siendo la más sencilla la de que había revelado los secretos de los dioses. Algunas versiones alternativas son las siguientes:

### El baño de Atenea
Según la versión de Ferécides de Atenas que se cita en la Biblioteca del Pseudo-Apolodoro, Tiresias, adolescente, sorprendió a Atenea cuando se bañaba desnuda en la fuente Hipocrene en el Monte Helicón. La diosa, de una castidad absoluta, consideró esta indiscreción de Tiresias como un atentado contra su pudor, y «Atenea le puso entonces las manos sobre los ojos y lo dejó ciego».
La madre de Tiresias, la ninfa Cariclo, que formaba parte del cortejo de Atenea, suplicó a esta que le devolviera la vista a su hijo. La diosa, puesto que no tenía el poder para deshacer el acto, le concedió otro don: «Ella le purificó las orejas, y esto le permitía comprender perfectamente el lenguaje de los pájaros; después ella le dio un bastón de cornejo, gracias al cual caminaba como las gentes que veían». Atenea le concedió igualmente una vida más larga que la del común de los mortales y el poder de guardar sus dones en los infiernos.
Esta misma versión está igualmente presente en la obra de Calímaco y en la de Nono de Panópolis.

### Las metamorfosis de Tiresias

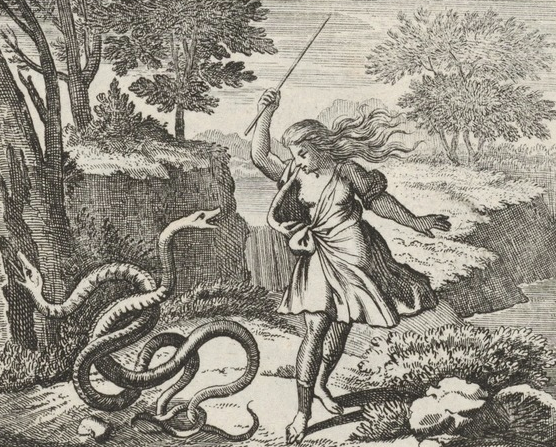
Grabado de Johann Ulrich Krauß (1655-1719): Tiresias golpeando a las serpientes. "Las metamorfosis" de Ovidio en 226 láminas (Die Verwandlungen des Ovidii : in zweyhundert und sechs- und zwantzig Kupffern, ca. 1690).

La segunda versión sobre el origen de los dones de Tiresias aparece principalmente en la obra de Ovidio. Mientras Tiresias paseaba por el bosque en el Monte Cilene, en el Peloponeso, encuentra a dos serpientes que estaban apareándose y separa con un golpe de su bastón. Hera, disgustada, de inmediato lo transforma en mujer. Tiresias permanece con esta apariencia durante siete años y se convierte en sacerdotisa de Hera. Se casa y tiene una hija, Manto, que también heredará el don de la profecía. (Según otras versiones Tiresias mujer fue una prostituta de gran renombre). El octavo año, Tiresias-mujer vuelve a ver de nuevo a las mismas serpientes aparearse. Según unas versiones las dejó tranquilas, según otras (Higino), las volvió a pisotear. Como premio a su comportamiento, Hera le levantó el castigo y le devolvió su masculinidad. Ovidio dice: «Si cuando se os castigó, le dice, vuestro poder es tan grande para cambiar la naturaleza de vuestro enemigo, voy a cambiaros una segunda vez».
En un episodio separado sigue la narración. En una discusión en el Olimpo, Zeus pretendía que en el acto sexual la mujer sentía más placer que el hombre y su esposa Hera pretendía lo contrario. Los dioses decidieron pedir el consejo de Tiresias, que tenía la experiencia de ambos sexos. Tiresias se pone de parte de Zeus, y declara: «De diez partes un hombre solamente goza de una». Hera inmediatamente lo volvió ciego por su impiedad. «... ofendida que no es conveniente para un sujeto ser tan ligero, y condena los ojos de su juzgado a las tinieblas eternas». Zeus no podía ir en contra de la decisión de Hera, pero, para compensar su ceguera, le ofreció el don de la adivinación y una larga vida de siete generaciones humanas.
En la Biblioteca mitológica del Pseudo-Apolodoro, se encuentra un relato parecido que señala como fuente una obra perdida de Hesíodo.

### La joven y Apolo
La última versión corresponde ya a la época helenística, en la que el mito había sido muy recreado, ampliándolo al menos en siete episodios, con amores apropiados en cada uno de ellos. La versión fue recogida por el obispo del siglo XII Eustacio de Tesalónica, que trae a colación un relato que él atribuye a Sostratos pero que muy posiblemente fuera del alejandrino Ptolomeo Queno. Este relato cuenta que Tiresias habría nacido del sexo femenino y que, como toda joven, suscitó el deseo de Apolo. El dios, a cambio de sus favores, le enseñó música. Cuando creció, Tiresias-mujer rechazó a Apolo. Éste la convirtió entonces en hombre para que sintiera lo que es el deseo, el empuje que propicia Eros. A partir de esta primera metamorfosis y después de haber sido el árbitro de la disputa entre Zeus y Hera sobre la cuestión del placer sexual, Tiresias sufriría no menos de seis cambios de un sexo al otro.

## Hechos de la vida de Tiresias

### Predicciones de Heracles
El nacimiento de Tiresias lo liga de forma íntima a la tierra de Beocia, así como a la fundación de la ciudad de Tebas, donde pasará la mayor parte de su vida. Pausanias describe también los diferentes lugares que conservan su memoria en el siglo II d. C. (cf. Libro IX: Beocia; por ejemplo, en 16, 1; 18, 4; 19, 3).
El Pseudo-Apolodoro cuenta que Anfitrión consultó al adivino para resolver el misterio del «impostor» que, durante su ausencia, había tomado su apariencia y había compartido el lecho de Alcmena.
Por otra parte, dos grandes poetas, Píndaro y Teócrito, han tratado este motivo en el nacimiento de Heracles: sus obras respectivas hacen mención de una intervención diferente del adivino Tiresias con ocasión del nacimiento del héroe.
- La primera, Nemeas, de Píndaro, estaba destinada a la celebración del vencedor de un concurso de carros en los juegos: sus cualidades y su sagacidad son así comparados a los de Heracles, del que el poeta emprende el canto de su extraordinario destino. Tras las primeras hazañas del recién nacido, que abate a las serpientes enviadas por la vengativa Hera, Anfitrión, el bello padre mortal de Alcide (Heracles), a la vez asombrado y entristecido por su fuerza y su coraje fuera de lo común, consulta a su ilustre vecino: el adivino va así a ser el intérprete del destino del semidiós, de sus futuras hazañas, así como de la inmortalidad junto a su padre que le es prometida.[22]

- Teócrito, en su 24º Idilio, después de haber narrado en un relato que comienza ex abrupto la primera hazaña del joven héroe, narra la predicción de su gloria futura que hace el adivino Tiresias. El final del poema describe la extraordinaria educación del hijo de Zeus.[23]

### El adivino oficial de Tebas. Tiresias en las tragedias griegas
Tiresias aparece como un personaje recurrente en las tragedias griegas que narran la legendaria historia de Tebas. En la escena se representan diferentes episodios de la biografía de Tiresias, todos ellos pertenecientes al periodo en que el adivino ejercía las funciones oficiales en Tebas. Cronológicamente, el primer episodio en ser llevado a escena, se encuentra en la tragedia de Eurípides Las bacantes. La pieza tiene por contexto la instauración violenta del culto de Dioniso en Tebas: el adivino aparece con Cadmo, fundador y primer rey tebano, y uno y otro son de los pocos personajes oficiales en tomar partido en favor del nuevo dios. Cadmo y Tiresias, disfrazados de mujeres, viajan a las montañas para honrar a Dioniso y unirse a las bacantes tebanas en las fiestas en honor a él. Este episodio también es contado por Nono de Panópolis.
Otro episodio de la vida de Tiresias llevado a escena aparece en Edipo rey, de Sófocles. Con respecto a la historia contada en Las bacantes, el tiempo mitológico ha avanzado cuatro generaciones. La peste se ha abatido sobre Tebas: Creonte, el cuñado de Edipo, dando respuesta al oráculo de Delfos, revela que es necesario purificar el país de la deshonra producida por el asesinato del anciano rey Layo. Tiresias es llamado por el rey a fin de que denuncie a los asesinos. El adivino al principio se niega a dar respuestas directas, y, ante las demandas apremiantes del rey, la violenta disputa que sigue le impulsará a decir que el rey no desea realmente que aparezca el asesino. Espoleado por las acusaciones del rey de que no tiene ninguna visión o de que, aún peor, ha tomado parte en el conspiración, Tiresias finalmente le revela que el verdadero asesino es el propio rey. Ultrajado, Edipo lo expulsa del palacio, pero al poco comprende la verdad.
Siguiendo la cronología mítica, la obra siguiente es de Eurípides: Las fenicias. La acción transcurre inmediatamente después de Edipo rey. Una vez Edipo ha entregado el trono a sus hijos Eteocles y Polinices, éstos deciden repartirse el poder, cada uno aceptando reinar alternativamente durante un año. La maldición de Edipo cae entonces sobre ellos: su padre les ha maldecido y están condenados a matarse entre ellos, después de que hubieran recluido a su padre en el palacio. Así, el conflicto estalla desde el primer año: Eteocles, tirano ávido de poder, rechaza dejar el trono. Polinices, con la ayuda de los siete jefes, asedia su propia ciudad. Al final, ambos hermanos combaten en un duelo que acaba en la muerte de ambos atravesados por sus lanzas. Los tebanos ganarán la guerra gracias a las profecías de Tiresias, que revela la necesidad de ofrecer en sacrificio al hijo de Creonte: Meneceo. La historia de la guerra la cuenta Esquilo en su obra Los siete contra Tebas.
El último episodio aparece en la obra de Sófocles Antígona, y es la continuación de Las fenicias. Creonte, nuevo rey de Tebas, decide entonces celebrar los funerales solemnes de Eteocles, pero prohíbe dar sepultura al «traidor» Polinices, conforme a las órdenes dadas por Eteocles antes de morir. Antígona, su hermana ―heroína de la obra―, por respeto a los honores sagrados debidos a los muertos, no respeta la prohibición: recubre el cadáver de tierra y celebra los ritos fúnebres. Creonte la descubre y es condenada a ser enterrada viva. Los dioses no aprueban la medida, y cuando entra en escena Tiresias es para hacer que Creonte respete las inmutables leyes divinas que ordenan dar sepultura. Se revela así plenamente su papel de consejero político, aconsejando al jefe del estado. Sin embargo, frente a las revelaciones de Tiresias, la naturaleza colérica y autoritaria del tirano va rápidamente retornando: a quienes intentan hacerle razonar y mostrarle las amenazas que pesaban sobre su cabeza, Creonte les responde con insultos. El adivino se retira entonces, anunciando el castigo inminente de los dioses: la muerte para todo aquel que vea la muerte de Antígona. Creonte tiene miedo y suspende la ejecución, pero Antígona, antes de ser enterrada viva, decide ahorcarse. Cuando llega Creonte, su propio hijo Hemón, que era amante de Antígona, intenta matarlo, y después se suicida. Cuando Eurídice, mujer de Creonte, es informada de la muerte de su hijo, también se quita la vida.

### ¿Su muerte?
Si la muerte «espiritual» del adivino no está, de hecho, atestiguada, su muerte «física», en cuanto tal conoce varias versiones. Todos los autores se ponen de acuerdo en decir que tuvo lugar durante la toma de Tebas por los Epígonos, los hijos de los Siete de Tebas que habían participado en la primera expedición contra la ciudad beocia.
El Pseudo-Apolodoro pretende que el anciano adivino huyó de la ciudad con los supervivientes tebanos y que, al hacer un alto en su compañía cerca de la fuente Telfusa, murió tras haber bebido agua muy fría de la fuente. Pausanias, por su parte, declara que el adivino, así como su hija Manto, permanecieron en el interior de la ciudad, donde fueron hechos prisioneros por los argivos, que decidieron enviarlos a Delfos, para allí ser consagrados al dios Apolo.
La avanzada edad de Tiresias no le permitió completar la totalidad del trayecto, y murió cerca de la fuente Telfusa, donde se encontraría su tumba, que Diodoro sitúa precisamente en el monte Tilfusio, cercano a esa fuente.
En fin, un pasaje de la Melampodia, obra atribuida durante mucho tiempo a Hesíodo y cuyo título alude al adivino Melampo, nos ha transmitido la última plegaria que el adivino dirige a Zeus: evoca particularmente su saber y su vida durante siete generaciones, precisando así el don que el poema de Calímaco imputaba a Atenea.

### La consulta de Odiseo (Odisea, canto XI)

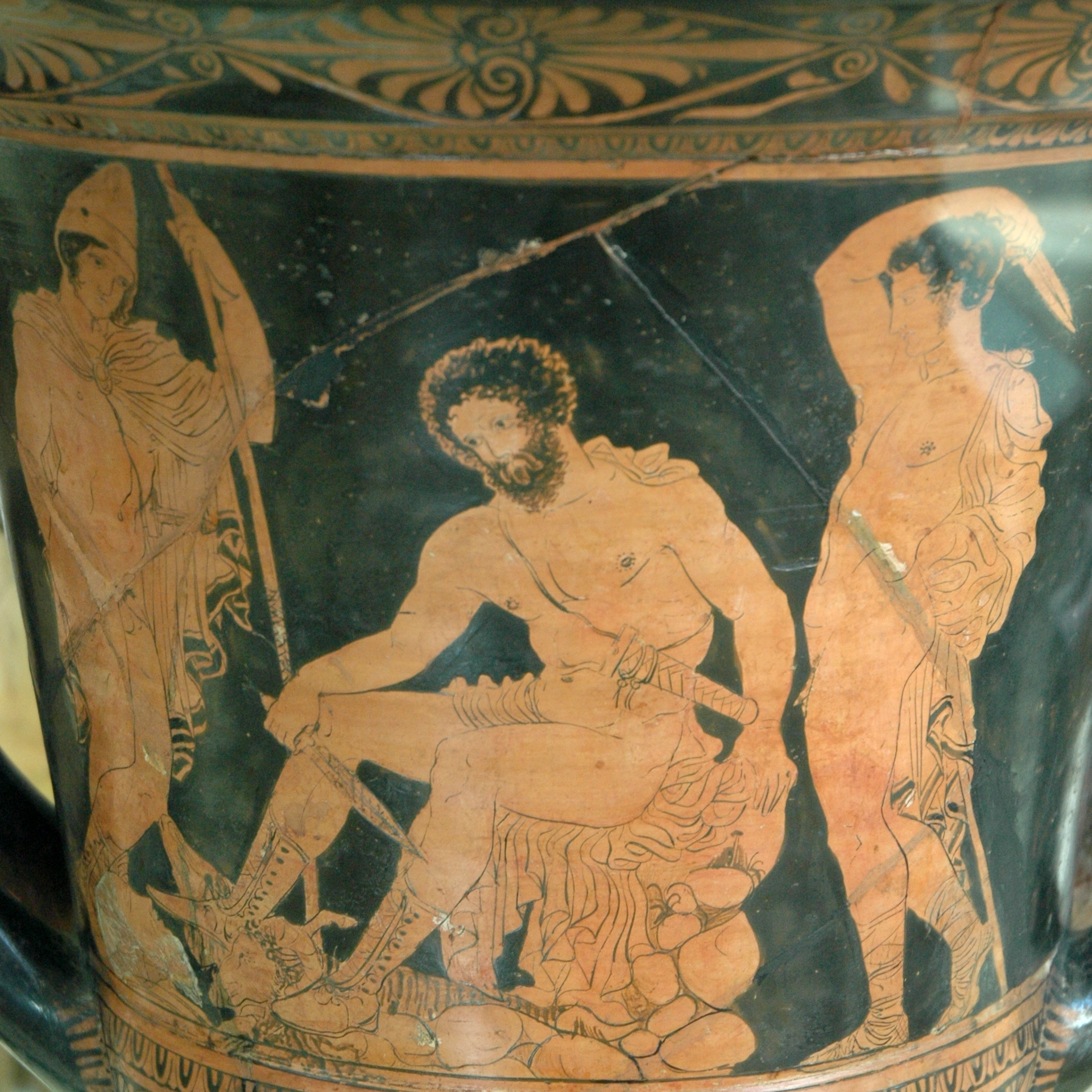
Odiseo en los Infiernos, sentado entre Euríloco y Pelimedes, consultando al espíritu de Tiresias; crátera en cloche lucaniana del Pintor de Dolon (Siglo IV a. C.; gabinete de medallas de la BNF.

La versión del mito de Calímaco explica que Tiresias había obtenido de Atenea la facultad sobrenatural de conservar su espíritu tras la muerte. Es provisto de este don que hace su aparición en la Nekuia, un episodio de la Odisea: para consultar a Tiresias, Odiseo se dirige al reino de los muertos, ya que necesita saber todo lo concerniente a su regreso, la situación de Ítaca y sus otras posibles hazañas. El héroe, siguiendo los consejos de Circe, cumple las libaciones y sacrificios necesarios para entrar en contacto con las almas de los difuntos. La sangre de las víctimas sacrificadas, cayendo en el abismo, hace subir del Hades las almas de los muertos que desean ser interrogadas: sólo después de haber bebido podrán conversar con Odiseo. La sombra de Tiresias debe, sin embargo, beber la primera, como si dispusiera además de una cierta preeminencia en el Hades: en efecto, Tiresias es presentado por Circe como «el ciego, que no ha perdido nada de su espíritu» (X, 492), mientras que las otras almas son consideradas como las «cabezas sin fuerza de los muertos» (XI, 29). En fin, Tiresias es descrito como «llevando un cetro de oro» (XI, 90), un símbolo del poder que le ha sido reconocido.
Beneficiándose así de este favor excepcional, puede todavía decir lo que han resuelto los dioses y predecir a Odiseo todas las trampas que le esperan en su regreso. Después de haber explicado la causa del odio del dios de los mares Poseidón, que persigue a Odiseo y a sus compañeros por haber dejado ciego a su hijo el Cíclope, el adivino prodiga sus consejos: entre ellos, el de respetar a toda costa el ganado de Helios. De otro lado, anuncia al héroe que la masacre de pretendientes que deshonran su casa no será para él la última aventura: deberá todavía volver a partir hasta que encuentre a una tribu que no sepa de la existencia del mar, y hacer allí un sacrificio a Poseidón. Sin embargo, a pesar de la ayuda de Circe y de Tiresias, Odiseo no conseguirá evitar la isla de Helios, donde sus compañeros comprometerán definitivamente su suerte de regresar a Ítaca. Sólo Odiseo volverá a su isla, donde contará a su esposa Penélope el extraño encuentro con el adivino «muerto».

## Significado del mito
Con independencia de anécdotas y acontecimientos casuales, la figura mítica de Tiresias combina varios elementos arcaicos: los adivinos ciegos; la interrupción impía de un rito natural (el de una diosa bañándose o el del apareamiento de las serpientes); la relación entre las serpientes y las personas (véase a este respecto el mito del caduceo); la ambigüedad sexual, con la existencia de alguien que tiene a lo largo de su vida los dos sexos; la competición entre deidades.
El trasfondo de Tiresias era importante, tanto por sus profecías como por sus experiencias. Tiresias fue completamente varón y luego completamente hembra: de este modo, el regalo de la profecía era un regalo dado tanto a sacerdotes como a sacerdotisas. Tiresias sirvió tanto a Zeus como a Hera, y por ello obtuvo el don de la profecía. La forma en que tenía sus dotes proféticas variaba mucho según las versiones: a veces, como los oráculos, tenía visiones; otras veces, esperaba y escuchaba el canto de los pájaros; otras, interpretaba las figuras que entreveía en el humo de las ofrendas quemadas.
En la literatura griega, las declaraciones de Tiresias son siempre ciertas, nunca están equivocadas, aunque generalmente, como la mayoría de los oráculos, Tiresias es extremadamente renuente a ofrecer el conjunto de lo que percibe en sus visiones.
Como vidente, Tiresias fue «un título común para los adivinos que atraviesa la historia legendaria griega». A veces, cuando su nombre se asocia a una profecía mítica, se introduce simplemente para proveer una personalidad al ejemplo genérico de un adivino, no porque exista alguna conexión inherente con el mito de Tiresias.

## Recreaciones artísticas

### Literatura posterior al periodo clásico
La figura de Tiresias ha sido muy querida por escritores y poetas. Tiresias representa muchas cosas: el adivino más grande de los mitos clásicos; la figura maldecida por los dioses; el arquetipo del travestismo, hombre- mujer; su personaje ha sido muy útil para desarrollar ideas de muchos creadores. En el clímax de la obra de Luciano de Samosata Menipo o La nigromancia, a Tiresias, en el Hades, se le hace esta pregunta: «¿cuál es la mejor manera de vivir?»; y su respuesta es desconcertantemente moderna: «la vida de un individuo corriente: olvidarse de los filósofos y de su metafísica». Es un consejo pragmático y moderado, el consejo que mejor representa el mensaje moral de la corta historia.
En la Divina Comedia (Infierno, Canto XX), Dante sitúa a Tiresias en el cuarto foso del octavo círculo del Infierno, el círculo destinado a los personajes fraudulentos (el cuarto foso es para los adivinos y hechiceros). Tiresias es condenado a caminar toda la eternidad con la cabeza vuelta atrás: mientras vivió siempre se esforzó en mirar al futuro, en el Infierno, debe mirar solamente atrás. Manto, su única hija, también debe recibir su mismo castigo.
Más recientemente, Tiresias fue el título de un poema de Lord Tennyson publicado en 1885 en el poemario Tiresias and other poems («Tiresias» y otros poemas).
En el drama surrealista de Guillaume Apollinaire Las tetas de Tiresias (Les Mamelles de Tirésias, 1917), Teresa, una joven feminista casada que se niega a tener hijos, se convierte en un «señor mujer» después de liberarse de sus pechos y adoptar el nombre de Tiresias; su marido, en cambio, se ocupará de traer miles de hijos al mundo para repoblar la ciudad de Zanzíbar. Teresa reaparece al final de la obra bajo los rasgos de una cartomántica, paródico vestigio del papel profético de Tiresias.
La figura del adivino tebano también desempeña un papel importante en la obra del poeta inglés T.S. Eliot La tierra baldía (1922), en la que, mediante su función de adivino, puede aparecer como una figura simbólica del creador.
Leopoldo Marechal, famoso escritor argentino, incluye a un personaje llamado Tiresias en su ensayo "La Autopsia de Creso" publicado en su libro: Cuaderno de Navegación (de 1966). El ensayo describe, y explica de manera brillante, el ascenso social, político y hasta espiritual de la concepción economicista de la vida, que a través de la "burguesía" (representada en Creso) logra imponer su poder en la sociedad, luego de desplazar a los otros "actores" que detentaron "el poder" en primera instancia: Ayax (el militar y grante de la justicia) y Tiresias (el sacerdote, o el hombre espiritual).
Frank Herbert, el conocido autor de novelas de ciencia ficción, también utiliza las características míticas de Tiresias en la segunda novela de su ciclo Dune: El mesías de Dune (Dune Messiah, 1969). El protagonista, Paul Atreides, pierde la vista pero tiene poderes proféticos que provienen de penetrar en la parte masculina y femenina de la psique.
En la novela de Lawrence Durrell Balthazar (1958), la segunda parte de la tetralogía El cuarteto de Alejandría, varios de los personajes de la novela tienen momentos proféticos, sobre todo Melissa, Scobie y Balthazar. Scobie viste trajes cruzados, sugiriendo el motivo andrógino de Tiresias. La novela también tiene una corta canción rimada: Old Tiresias / No-one half so breezy as, / Half so free and easy as / Old Tiresias.
La poeta Carol Ann Duffy escribió un poema titulado De la señora Tiresias en su colección La esposa del mundo (The World's Wife, 1999).
Tiresias también aparece en la novela Middlesex (ganadora del Premio Pulitzer de 2002) de Jeffrey Eugenides. Cal, el protagonista, se refiere y se compara a los adivinos, e incluso participa en una representación de Antígona.
En la reciente novela de Haruki Murakami Kafka en la orilla (2002), hay un personaje llamado Oshima que es un adivino andrógino, como Tiresias.
Se han dedicado a Tiresias muchos poemas, siendo los más recientes Tirésias (un texto de Marcel Jouhandeau, en Ecrits secrets, III) y el que da título a la recopilación de Yannis Ritsos Tirésias et autres poèmes choraux (Tiresias y otros poemas corales).
Más recientemente, el autor Valerio Massimo Manfredi cuenta una historia que relaciona la Grecia moderna con la profecía de Tiresias en la Nekya (Odisea, XI).

### Recreaciones musicales
El personaje de Tiresias está muy ligado a la recreación de algunos mitos del ciclo tebano ―Edipo, Antígona, Creonte, Yocasta― que han tenido mucho éxito en el mundo del teatro, y por añadidura, en el de la ópera. Se ha compuesto mucha música incidental para las representaciones teatrales que adaptaban esos mitos, adaptaciones de Edipo rey, Antígona y Las bacantes. Además, muchos compositores han escrito óperas en las que siendo el papel central el de alguno de esos personajes ―Antígona y Edipo―, Tiresias siempre aparece como un papel importante o como papel secundario. Algunas de estas óperas son las siguientes:
- 1927 - Edipo rey, ópera oratorio de Ígor Stravinski, con libreto de Jean Cocteau, en la que Tiresias es uno de los personajes principales.
- 1947 - Les Mamelles de Tirésias (Los pechos de Tiresias), una ópera del compositor francés Francis Poulenc, basada en el texto surrealista de Apollinaire.[41]
- 1949 - Antigone, opera de Carl Orff.
- 1960 - Revelation in the Courthouse Park (1960), una ópera de Harry Partch basada en Las bacantes.
- 1968 - The Bassarids, una ópera de Hans Werner Henze (con libreto de W. H. Auden y Chester Kallman) también basada en Las bacantes.
- 1996 - Antigone, opera de Mikis Theodorakis. Teodorakis, además uso el mismo tema de Antígona en dos de sus ballets: Antigone (coreografiado por John Cranko, 1959) y Antigone in Jail (coreografiado por Micha van Hoecke, 1972). También compuso música incidental para una representación teatral de Antigona en 1990.
- 1997 - Antigone-Legend, una obra de Frederic Rzewski, para soprano y piano, con texto de Bertolt Brecht.

En la música popular, el personaje de Tiresias también ha sido fuente de inspiración. La canción de la banda Genesis «The cinema show», del álbum Selling England by the Pound (1973), se basa en un extracto del poema del T. S. Eliot The Waste Land, con menciones de Tiresias.
Dennis DeYoung emplea el personaje de Tiresias en la canción «Castle Walls» en el álbum The Grand Illusion (1977) de Styx.

### Otras recreaciones
Como el mundo de la música, el del teatro se ha ocupado frecuentísimamente de los mitos tebanos, con continuas adaptaciones y reinterpretaciones de obras como Edipo rey, Antígona o Las bacantes. En ellas casi siempre aparece el personaje de Tiresias, bien como un personaje principal o con un papel simplemente secundario. Algunas de las adaptaciones más conocidas son:
- 1922 - Antígone, obra teatral de Jean Cocteau.
- 1934 - La Machine infernale, obra teatral de Jean Cocteau. Tiresias es uno de los cinco papeles principales, junto con Edipo, Yocasta, Anubis y la Esfinge.
- 1942 - Antígone, obra teatral de Jean Anouilh.
- The Island, obra teatral de Athol Fugard.

Por lo que respecta al cine, en 2003 se estrenó Tiresia, una película de Bertrand Bonello.
En Poderosa Afrodita (Mighty Aphrodite, 1995) del estadounidense Woody Allen aparece Tiresias como un ciego indigente neoyorquino (interpretado por Jack Warden), aconsejando al protagonista Lenny (el propio Allen). En esta película, parodia amable de la tragedia griega, aparecen versiones más o menos actualizadas de algunos mitos griegos.
En el mundo de la historieta, Rossi y Le Tendre editaron en Francia en dos tomos la obra Tiresias (2001), una recreación de la figura de Tiresias en la que se fabula sobre el motivo del cambio de sexo causado por Atenea. En ella, un joven Tiresias es transformado en mujer como castigo después de haber avisado de una sacerdotisa de Atenea.